# 声優能力検定
声優能力検定（せいゆうのうりょくけんてい）とは、特定非営利活動法人 日本声優能力検定協会の実施する日本の検定試験である。

## 概要
当検定試験は、声優を志望する者に対し、自身のスキル・習熟度を測定する機会を提供する目的で実施されている。

声優やナレーター志望者を対象とした検定試験であるが、演技力のみならず、滑舌など発声に関わる能力が総合的に問われるため、アナウンサー志望者による受験も想定される。

また、口頭での表現力が重要となる面接試験対策としての役割も期待できる点から、特定の職種（先に挙げた声優、ナレーター、アナウンサーなど）を志す者以外にも門戸の開かれた検定試験であるといえる。

## 試験内容
試験は全級、電話上で実施される（携帯電話も可）ため、試験会場は存在しない。

受験手続き完了後に自宅に送付される問題用紙に記載された課題文を、電話案内に従い読み上げ、この音声データを日本声優能力検定協会が評価・採点し、合格基準に達した場合、資格認定となる。

各級ごとの試験内容は以下の通りとなる。
| 受験級 | 課題番号 | 課題内容           | 制限時間 |
| ------ | -------- | ------------------ | -------- |
| 1      | 1        | 滑舌               | 1分      |
| 1      | 2        | 朗読1（小説）      | 2分      |
| 1      | 3        | 朗読2（詩）        | 2分      |
| 1      | 4        | ナレーション・口上 | 1分      |
| 1      | 5        | ドラマ             | 2分      |
| 2      | 1        | 滑舌               | 1分      |
| 2      | 2        | 朗読1（小説）      | 2分      |
| 2      | 3        | 朗読2（詩）        | 1分30秒  |
| 2      | 4        | ナレーション       | 1分30秒  |
| 2      | 5        | ドラマ             | 2分      |
| 3      | 1        | 滑舌               | 1分      |
| 3      | 2        | 声の使い分け       | 2分      |
| 3      | 3        | ナレーション       | 1分      |
| 3      | 4        | 朗読               | 2分      |
| 4      | 1        | 滑舌               | 30秒     |
| 4      | 2        | 声の使い分け       | 2分      |
| 4      | 3        | 朗読               | 2分      |
| 5      | 1        | 滑舌               | 30秒     |
| 5      | 2        | 声の使い分け       | 2分      |
| 5      | 3        | 朗読               | 2分      |

いずれの級も、各課題ごとに録音を行う（3～5回）。

上記の制限時間内に回答（課題文の読み上げ）が完了しない場合、録音中であっても、その課題は終了となる。

電話での受験という性格上、電波状況の安定した場所で受験する必要がある。

## 備考
試験対策および声優としてのスキル向上のためのセミナーが、日本声優能力検定協会により不定期で実施されている。

## 参考書籍
試験対策用の教材として、以下の書籍がある。
- 『はじめての声優トレーニング』（雷鳥社）　ISBN 978-4844133155